# Roman Bravo-Young

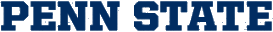
Zawodnik Penn State Nittany Lions

Roman Guillermo Bravo-Young (ur. 28 stycznia 1999) – amerykański, a od 2023 roku meksykański zapaśnik walczący w stylu wolnym. Olimpijczyk z Paryża 2024, gdzie zajął dwunaste miejsce w kategorii 57 kg.
Mistrz panamerykański w 2025. Mistrz panamerykański juniorów w 2019 roku.
Zawodnik Sunnyside High School z Tuscon i Pennsylvania State University. Czterokrotnie All-American w NCAA Division I (2019-2023); pierwszy w 2021 i 2022, trzeci w 2023, ósmy w 2019 roku.